# Rhyacophila coreana
Rhyacophila coreana là một loài Trichoptera trong họ Rhyacophilidae. Chúng phân bố ở miền Cổ bắc.